# Apomys lubangensis
Apomys lubangensis és una espècie de mamífer rosegador de la família dels múrids. És endèmic de l'illa de Lubang (Filipines). Té una llargada total de 278-310 mm, la cua de 128-154 mm, els peus de 38-42 mm, les orelles de 22-27 mm i un pes de fins a 128 g. El pelatge dorsal és marró, mentre que el ventral és blanc i grisenc. El seu nom específic, lubangensis, significa ‘de Lubang’ en llatí.